# Кукліло попелястоволий

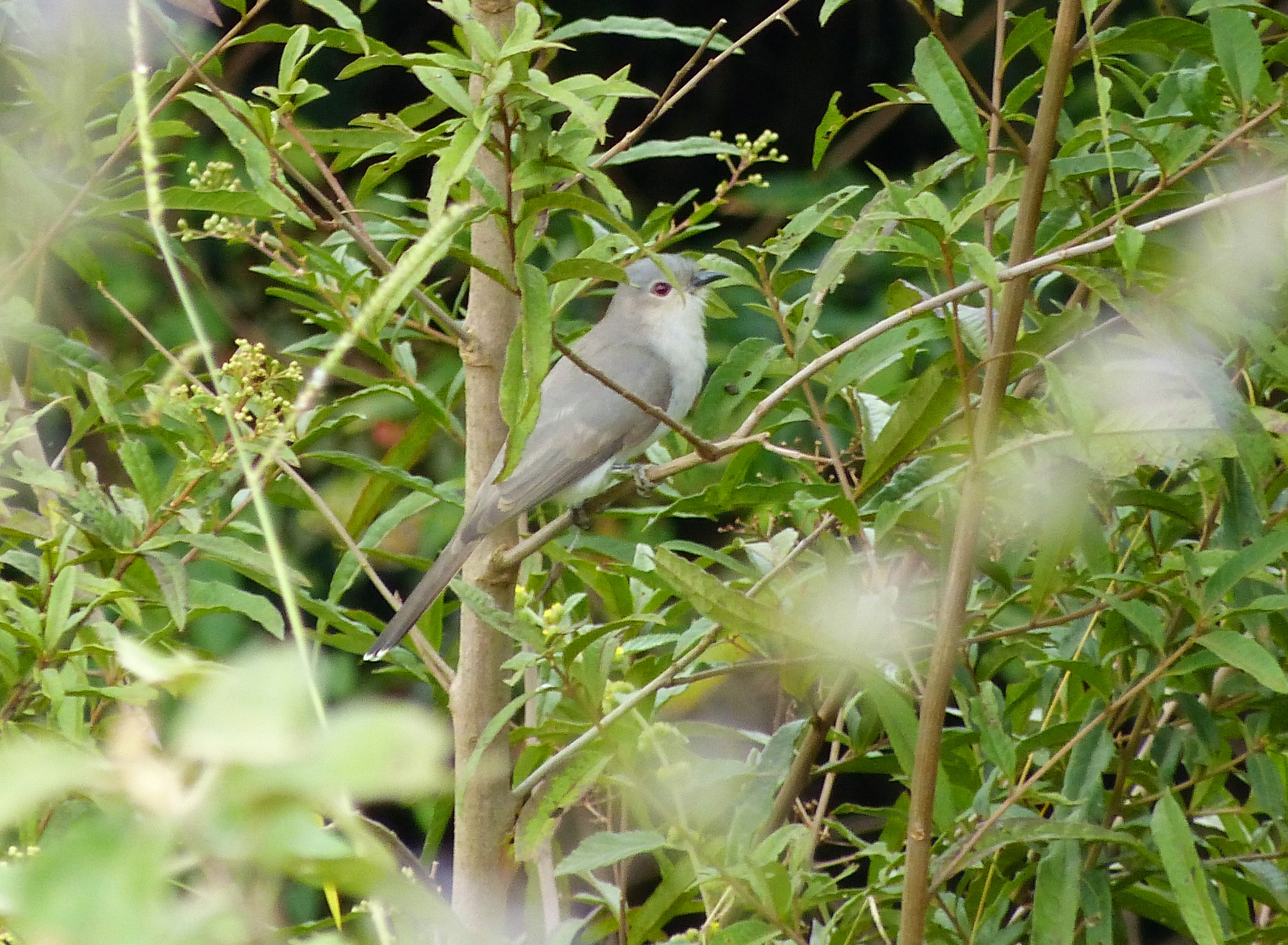
Попелястоволий кукліло

Куклі́ло попелястоволий (Coccycua cinerea) — вид зозулеподібних птахів родини зозулевих (Cuculidae). Мешкає в Південній Америці.

## Поширення і екологія
Попелястоволі кукліло гніздяться на південному сході Бразилії, в Парагваї, Уругваї і північній Аргентині. Взимку вони мігрують на північ до Амазонії, досягаючи Болівії, східного Перу і південно-східної Колумбії. Попелястоволі кукліло живуть в сухих і вологих тропічних лісах та рідколіссях. Зустрічаються на висоті до 900 м над рівнем моря.